# Blatnicai lelet

A blatnicai lelet egyes darabjai

A szklabinyai vár fegyvertárában őriztek egy kardot és más ékszereket, melyek valószínűleg a Turóc vármegyei Blatnica határából egy közös sírból származhatnak. Révay Ferenc báró 1876-ban és 1880-ban az egész leletet a Nemzeti Múzeumnak ajándékozta, ahol máig megtalálható. A lelőkörülményekről pontosabb információk nem maradtak fenn.
Az ékszerek bronzból vannak öntve és erősen aranyozottak. Ezek: 2 csat és 3 töredékes keresztpánt, gomb, 2 indás szíjvég, 3 szíjlemez. A pántokon emberi alakok míg a szíjvégeken indás motívum látható. A kétélű töredékes tausirozott kardot (D típus) szintén ezen lelethez tartozónak tartják. Markolatán geometrikus díszítés és 3 emberi arc látható. További leleteket is számon tartanak, többek közt 3 sarkantyút, kengyelt, kopját és fejszét.
A 19. században előkerült leletet mint egy szláv előkelő sírhalmának mellékletét értelmezik és a 800 körüli évekre keltezik. A kardot Rajna-menti műhely termékének, míg a többi díszt hazai készítésűnek vélik, erős korakaroling művészeti hatással. Az indás szíjvégek (lószerszám) a késő avar kor ízlését tükrözik.
Vannak kutatók akik ettől eltérően kincsleletként értelmezik a leleteket. Véleményüket arra alapozzák, hogy csupán az indás szíjvégeknek vannak párhuzamai a késői avar kori sírokban, az egész leletegyüttes párhuzama ilyen összeállításban nem fordul elő. A gombot egyébként faleragombnak gondolják, annak ellenére, hogy pontos mása egy csehországi leánygyermek sírjából került elő. A "leletegyüttes" összetartozása és lelőhelye is vitatott, bizonyíték valójában nem ismert rá.
Ezen lelet alapján nevezte el Jan Eisner 1952-ben a Nagymorva birodalom megszervezése előtti kezdeti szakaszt blatnicai leletkörnek, majd ezt egészítette ki Josef Poulík 1963-ban blatnicai-mikulčicei horizont (790/800–830) néven. Ezen horizontba tartozó leletek keltezésének felső határa azonban újabban vitatott.